# Kimiko Koyama
Kimiko Koyama (こやま きみこ Koyama Kimiko; Tokushima, 27 gennaio 1979) è una doppiatrice giapponese.

## Doppiaggio

### Serie televisive anime
- Piroro in Coji-Coji (1997)
- Ikumi Tachikawa in Comic Party (2001)
- Natsumi Murata in Chibi Maruko-chan (2001)
- Uzuki Shitennō in Happy Lesson (2002)
- Ruru in Samurai Deeper Kyo (2002)
- Natsuki Komiya in Sempre più blu (2003)
- Elizabeth in Maburaho (2003)
- Yayoi Ota in Mai-HiME (2004)
- Hifumi Inokai in Koi Koi Seven (2005)
- Maachi Hisakawa in Gokujō seitokai (2005)
- Fūka Narutaki in Negima (2005)
- Aqua in MÄR (2005)
- Yuzu Nanashiro in Canvas 2: Nijiiro no sketch (2006)
- Ellie in Black Cat (2006)
- Maharl in Makai Senki Disgaea (2006)
- Madeleine in Perfect Girl Evolution (2006)
- Wakaba in Yume Tsukai (2006)
- Tanaka in Rec  (2006)
- Suzune Kujō in Karin piccola dea (2007)
- Pepe in Shugo Chara - La magia del cuore (2007)
- Sōra Kitano in Dōjin Work (2007)
- Kuraka Saiga in Reideen (2007)
- Hikaru Yodomoe in La principessa cadavere (2008)
- Komoe Tsukuyomi in A Certain Magical Index (2008)
- Jūji Minami in Nabari (2008)
- Yukari Sendō in Rosario + Vampire (2008)
- Reiko Saeki in Asura Cryin' (2009)
- Komoe Tsukuyomi in A Certain Scientific Railgun (2010)
- Rinko in Shakugan no Shana (2011)
- Parade in Yumekui Merry (2011)
- Eucliwood Hellscythe in Kore wa zombie desu ka? (2012)
- Fūka Narutaki in UQ Holder! (2017)
- Roux in Manaria Friends (2019)

### Altro
- Timmy in Gekijōban Dōbutsu no Mori (2006)
- Marianne in Gekijōban shakugan no Shana (2007)
- Yu-no in YU-NO: A Girl Who Chants Love at the Bound of this World (1996)